# هنري جونز (كاتب)
هنري جونز (بالإنجليزية: Henry Festing Jones)‏ (و. 1851 – 1928 م) هو كاتب، ورسام، وكاتب سير، من المملكة المتحدة، توفي عن عمر يناهز 77 عاماً.

## جوائز
حصل على جوائز منها:
- الجائزة التذكارية لجيمس تايت بلاك [الإنجليزية]‏.